# Década de Nanquim
Década de Nanquim (Chinês: 南京十年; pinyin: Nánjīng shí nián) ou Década Dourada (Chinês: 黃金十年; pinyin: Huángjīn shí nián) foi um período na História da República da China após a criação do Governo Nacional de Nanquim em 1927 - abolição dos senhores da guerra e a moção da capital da China de Pequim para Nanquim e que termina com o inicio da Segunda Guerra Sino-Japonesa - até 1937. Durante este período o Kuomintang (literalmente, Partido Nacionalista) reforçou seu controle sobre o antigo frágil e autoritário governo chinês controlado desde 1915 por comandantes militares análogos a senhores feudais, chamados de senhores da guerra e teve de enfrentar o início da guerra civil contra os comunistas. A "década" começou em abril de 1927, quando Nanquim foi declarada a capital da República da China por Chiang Kai-shek e o Governo Nacional da República da China foi fundado, trazendo um novo aparato governamental para a China e a introdução do Yuan Legislativo e do Yuan Judiciário, substituindo os canais de governo dos senhores da guerra. 
A Década de Nanquim é descrita como uma era de estabilidade na China, não só desde a fundação em 1912 mas desde o inicio do século da humilhação, em um momento onde a economia era relativamente estável e forte além de que os senhores da guerra haviam sido parcialmente abolidos. A Guerra Civil Chinesa começou em 1º de Agosto de 1927 com a Revolta de Nanchang, no entanto, não causou grandes estragos ou consequências a curto prazo para a década de nanquim, por causa da escala em que os confrontos estavam ocorrendo, com pequenas batalhas e cercos na região rural da China, longe da metrópole chinesa como Nanquim, Xangai, Cantão ou Pequim; cidades importantíssimas para a china de Nanquim que contribuíam para a economia nacional. 
A Década de Nanquim é encerrada pelo início da Segunda Guerra Sino-Japonesa em Dezembro de 1937. Após esta data, mesmo com o fim da guerra, a China perdeu muito da sua economia, força, estabilidade e organização, com esta decadência se intensificando a partir de 1946 a medida que o fim da Revolução Comunista Chinesa se aproximava e os conflitos da Guerra Civil Chinesa alcançavam as principais cidades, devastando o que ainda restado desde o fim do conflito contra o Japão em 1945. 

## História

### Antecedências (1911 - 1926)
Em 1º de Janeiro de 1912, ocorre a Proclamação da República da China, que aboliu de jure a monarquia chinesa e uniu os governos revolucionários do sul da China, que rejeitavam a Dinastia Qing, em um só governo republicano com capital na cidade de Nanquim. Em Fevereiro, o imperador Pu Yi abdica formalmente e a República da China se torna o único governo chinês, de facto. Em Março, o presidente e fundador da República, Sun Yat-sen, como parte de um acordo, concorda com a posse de Yuan Shikai que assume então naquele mês a presidência da China.
Pouco depois da Eleição presidencial na China em 1913 e o assassinato do líder da oposição pelo Partido Nacionalista da China, Song Jiaoren, Yuan Shikai move a capital para Pequim e dissolve a Assembleia Nacional e o Partido Nacionalista. Em resposta, os nacionalistas promoveram a Segunda Revolução, que acabou falhando, e em 1915, Yuan Shikai fez a Proclamação do Império da China, se tornando o imperador da China e dissolvendo entregando o poder das provincias chinesas para os generais de seu exército, o Exército de Beiyang.
De toda forma, Yuan Shikai renunciou por pressão da Guerra de Proteção Nacional e em 1916, após a sua morte, o governo chinês foi dividido entre aqueles mesmos generais, que agora se tornaram os Senhores da guerra da China e governavam o Governo de Beiyang em Pequim. Em 1917, Sun Yat-sen então declarou o Movimento de Proteção Constitucional e criou um governo revolucionário no sul da China conhecido como Governo da República da China em Guangzhou e após a fundação da Academia Militar da República da China em Whampoa, ele fundou o Exército Nacional Revolucionário e por fim declarou a Revolução Nacionalista.
No entanto, Yat-sen faleceu em Março de 1925, e o Partido Nacionalista começou a passar por divisões internas, que a medida que a recém operação lançada em 1926, Expedição do Norte, avançava, se intensificavam. No final de 1926, a Primeira Frente Unida (composta pelos nacionalistas e comunistas desde 1924, de jure) capturou a cidade de Wuhan e moveu a capital do governo para lá, dando ínicio ao Governo Nacional de Wuhan. Toda via, a integridade a estabilidade do governo de Wuhan não durou muito tempo, pois após o Massacre de Xangai de 1927, o líder do partido Chiang Kai-shek foi pressionado a renunciar e sair da liderança; Kai-shek posteriormente criou um governo rival na cidade de Nanquim, capturada da Facção Zhili do senhor da guerra Sun Chuanfang; Isto deu ínicio da Divisão Nanjing-Wuhan, que rompeu a base ideológica e política do partido.

### Início da Década de Nanquim (1927)
Mesmo assim, a expedição continuou até que o rival Governo de Beiyang em Pequim foi derrotado em 1928. Após o Golpe de Wuhan no ínicio de 1927, o governo de lá foi dissolvido e seu líder, Wang Jingwei foi readmitido no partido; os comunistas que agora não possuiam mais um aliado, recorreram a se tornar uma Organização extraparlamentar e combater o Governo Nacional da República da China de Chiang Kai-Shek, dando ínicio a Guerra Civil Chinesa em 1º de Agosto de 1927.
Para Chiang e seus aliados, a escolha da cidade de Nanquim era de importância simbólica e estratégica. Foi ali que a república foi estabelecida e onde o governo provisório sob Sun Yat-sen se instalou, além disso era a antiga capital dos Ming, a ultima dinastia de etnia Han que governou a china. O corpo de Sun foi levado e colocado em um grande mausoléu, com seu funeral sendo usado, na pratica, para cimentar o nascente culto da personalidade de Chiang dentro do governo nacionalista; ele também nasceu na província vizinha e o general teve forte apoio popular na área. 

### Anos 1920
De 1927 até 1930, a República da China controlavam de fato os territórios quen englobavam as os principais cidades chinesas, com seus aliados controlando as cidades do sul. A Guerra civil chinesa havia começado com os comunistas se estabelecendo em cidades rurais do interior da China, se segurando nelas até que Chiang Kai-shek pessoalmente interveio e repeliu os comunistas a partir de 1930, que através da Grande Marcha, fugiram para mais dentro do país, em regiões montanhosas. O Exército Nacional Revolucionário Chinês perseguiu os comunistas pelo menos até as proximidades do Tibete e da Camarilha Ma, no entanto, não conseguiram cerca-los ou pegar-los, com os comunistas estabelecendo a República Soviética da China no norte, em Yan'an.
Em 7 de Fevereiro de 1928, Tan Yankai foi introduzido como presidente da China e provisóriamente como primeiro-ministro. Em 30 de Abril do mesmo ano, as forças do Governo de Beiyang que ainda resistiam através da Camarilha de Fengtian, se retiraram de Jinan, no entanto, em Maio as forças do Exército Imperial Japonês se aliaram a Beiyang contra os nacionalistas na região (Incidente de Jinan). Em Junho, o general Zhang Zuolin é assassinado e no mês seguinte forças dos Senhores da guerra saquearam um cemitério da familia imperial Qing; ainda em Julho, o sucessor de Zuolin, seu filho, Zhang Xueliang, concordou em não intervir na reunificação chinesa. Em 8 de Outubro, Kai-shek se nomeou Generalissimo da China e em 29 de Dezembro foi formalizada a Reunificação chinesa de 1928.
A partir de 1929 o governo foi formalmente organizado e Chiang Kai-shek se tornou o novo presidente da China enquanto Tan Yankai foi empossado como primeiro-ministro. Neste mesmo ano se inicia a Guerra das Planícies Centrais entre o governo central e senhores da guerra nas proximidades dos territórios controladas pelos nacionalistas; também ocorre o Conflito Sino-Soviético (1929), que coloca em xeque a Cooperação Sino-Soviética (1921–1945) entre os nacionalistas e soviéticos, que vinha se aprofundando desde o ínicio da Guerra Civil Chinesa.

### Anos 1930
Em 1930, o gabinete de Yan Tankai foi substituido pelo de T. V. Soong e Chiang Kai-shek cercou o Soviéte de Jiangxi, forçando os comunistas a realizarem manobras militares para recuar e se reorganizar fora dos territórios controlados por Nanquim. Os Comunistas em 1930 também iniciaram uma série de atividades literárias em geral e cooperaram com formações estudantis locais, para expandir sua influencia. Durante os anos finais da Década de Nanquim, Chiang Kai-Shek foi amplamente critica pela politica de "Primeiro a pacificação interna, depois a resistência externa" (先内部平定，后外部反抗), onde ele procurou primeiro terminar a guerra civil chinesa para depois contra-atacar o Japão.

### Final da Década de Nanquim (1937)
A Década termina com a Segunda Guerra Sino-Japonesa, quando o governo chinês foi temporariamente transferido para Chongqing, a tomada de Nanquim pelos japoneses em dezembro de 1937 e o massacre de sua população, marca o fim simbólico. Embora a década de Nanjing tenha sido muito mais estável do que a anterior, a Era dos senhores da guerra, ainda era cercada por violência devida as instabilidades causadas pelos senhores da guerra que ainda não se renderam além do ínicio da Guerra Civil Chinesa.

## Politica
Durante o período de 1927 a 1937, a política chinesa era baseada em um Sistema de partido dominante, moldada a partir dos Três Princípios do Povo, mais especificadamente o princípio da Democracia Tutelada.
Durante a Década de Nanquim, a política Dang Guo foi colocada em vigor, e basicamente colocava o Kuomintang (KMT), o Partido Nacionalista, e seus aliados como as principais entidades políticas permitidas a controlar o governo central. Desde o inicio da Segunda Revolução, tanto na República da China, quanto no Governo Beiyang, os partidos políticos menores foram abolidos, com a República da China sendo controlada, até 1931, majoritariamente pela coligação entre o Kuomintang e o Partido Comunista Chinês.
Apesar da unidade politica da Década de Nanjing, o Kuomintang havia problemas internos entre facções de direita e esquerda desde a morte de Sun Yat-sen em 1925, como por exemplo, haviam aqueles que procuravam fortalecer o socialismo chinês ou não aprovavam o conservadorismo de Chiang Kai-Shek, enquanto a direita procurava eliminar o comunismo e era favoravel a politicas mais conservadoras. Dentre os desfechos da instabilidade no partido, esta o inicio da Guerra Civil Chinesa, a Rebelião Fujian liderada por Li Jishen (futuro fundador do Kuomintang de Esquerda na China Continental) além do Governo Nacionalista de Wuhan promovido por Wang Jingwei.

### Partidos e Facções

#### Partido Nacionalista da China
Fundado e organizado por Sun Yat-sen, em 1919 durante a Segunda Revolução, o Partido Nacionalista Chinês (Kuomintang em Taiwan e Guomindang na China Continental; chinês tradicional: 中國國民黨; pinyin: Zhōngguó Guómíndǎng) foi a principal facção da China nesta época, liderando e encabeçando o governo, com muitos orgãos governamentais sendo criados com base nos interesses do partido.
O Kuomintang também havia colocado seu braço armado, o Exército Nacional Revolucionario como o exército regular da República da China, uma vez que este executou a reunificação chinesa de 1928. Também era através do ENR que o Kuomintang e o Partido comunista Chinês derrotavam e reprimiam os ultimos senhores da guerra que existiam fora do controle de Nanquim.

#### Partido Comunista da China
Fundado em 1921, Criado e fundado com base nos princípios tridemistas e na Revolução Nacionalista emcabeçada por Sun Yat-sen, o Partido Comunista da China (PCCh ou PCC; chinês tradicional: 中國共產黨, pinyin: Zhōngguó Gòngchǎndǎng) foi a segunda maior facção de toda a China e principal aliado das forças nacionalistas durante o ínicio da Década de Nanquim, embora a intenção dos soviéticos era de que o PCCh dominasse o KMT, no entanto, com o ínicio do governo stalin na URSS, o partido comunista se tornou dependente dosnacionalistas, principalmente com a Primeira Frente Unida.
Anteriormente, o Governo de Chiang Kai-Shek mantinha boas relações com o PCCh, uma vez que Kai-shek ainda não era anticomunista de facto ainda, mas com o ínicio da Guerra Civil Chinesa e a extrema-direita assumindo posições importante dentro do Kuomintang, vários expurgos começaram a acontecer contra as forças comunistas, obrigando-os a criarem seu próprio braço armado, o Exército Vermelho, e se auto-denominarem como os sucessores da revolução chinesa.

#### Ala Esquerda dos Nacionalistas
Membros fundamentais do Kuomintang como Wang Jingwei, Li Jishen, Lin Sen e até a esposa de Sun Yat-sen, a Soong Ching-ling, procuraram se distanciarem da extrema-direita que se desenvolveu no Kuomintang. em casos mais radicais, como o de Wang Jingwei, governos e partidos paralelos foram formados antes e depois da Década de Nanquim, apoiados pelas forças comunistas.

## Governo

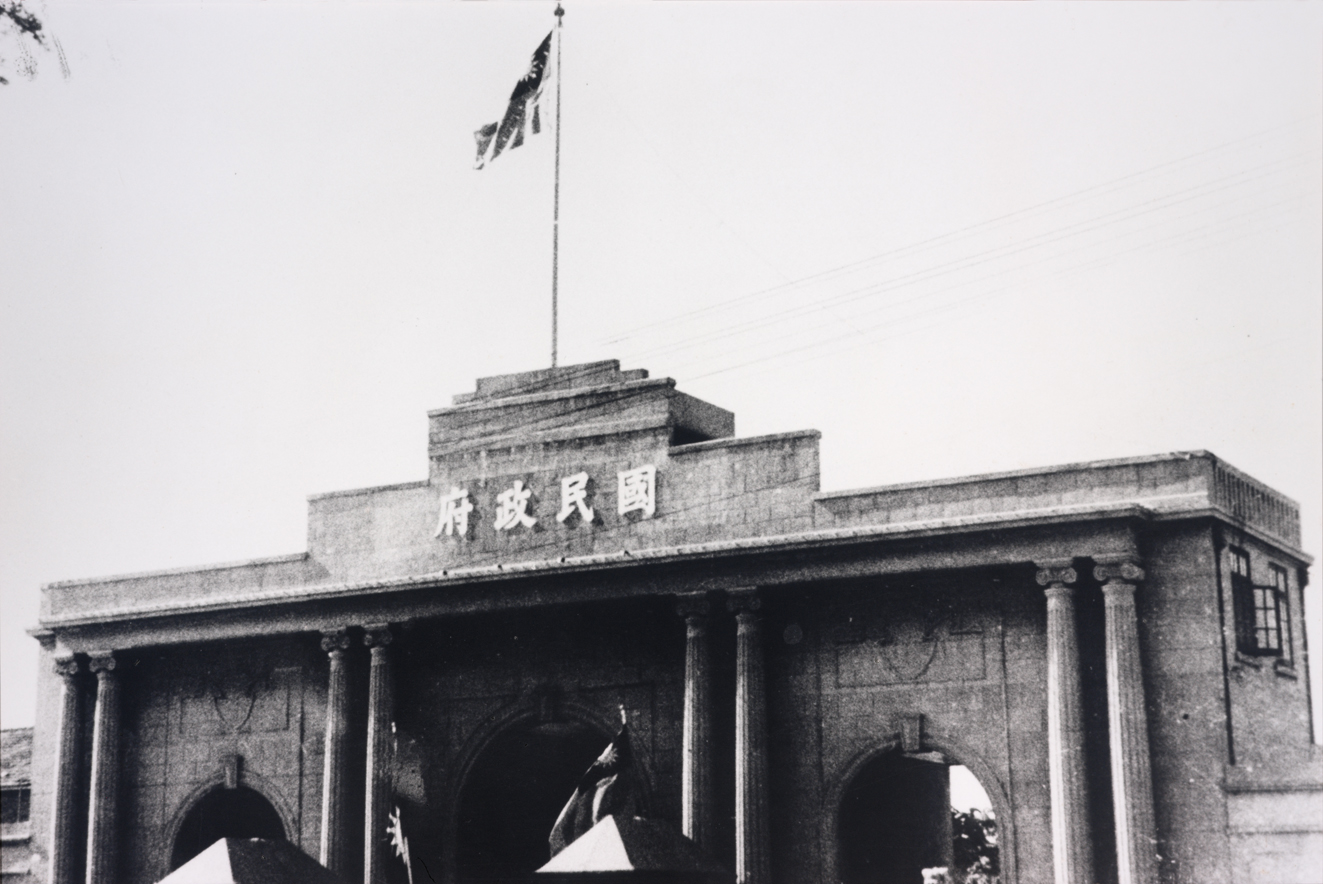
Entrada para o Palácio Presidencial de Nanjing.

O Governo era controlado de fato pelo Kuomintang e pelo Partido Comunista (este deixou de ter controle ou influencia no governo com o inicio da Guerra Civil Chinesa), com ambos os partidos promovendo congressos e reformas politicas pendentes desde a fundação da república em 1912.
Chiang Kai-Shek colocou em vigor a ultima Constituição da República da China escrita por Sun Yat-sen em vida, no entanto, nenhuma das reformas ou leis promovidas pelo governo chegaram a ser implementadas a tempo, uma vez que com a Guerra Civil e a Guerra Sino-Japonesa, o estado deve de adiar novamente eleições e assembléias; O Governo nacional também trouxe a vida o Yuan Legislativo.

### Presidencia
Ao todo, três presidentes comandaram a República da China entre 1928 a 1937, mesmo que, de fato, o Secretário-Geral do Kuomintang fosse Chiang Kai-Shek.

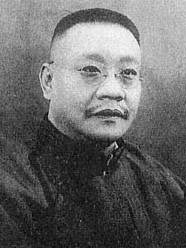
Tan Yankai (1928)
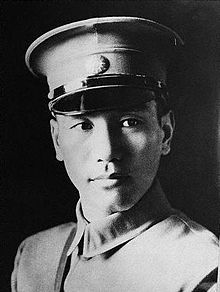
Chiang Kai-Shek (1928 - 1931)
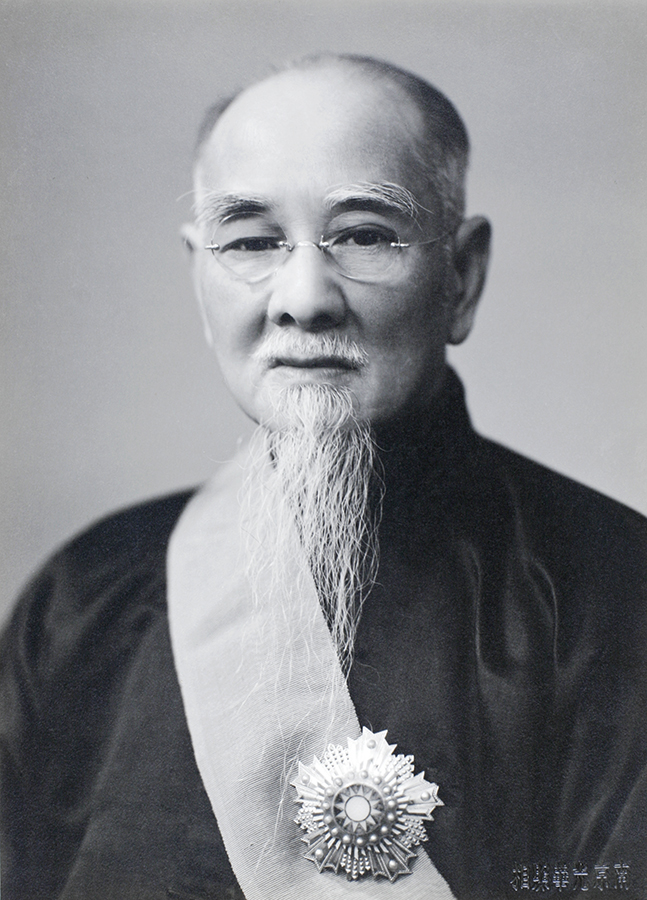
Lin Sen (1931 - 1943)

O Primeiro presidente da República da China após a queda do Governo Beiyang foi Tan Yankai, que, apontado pela 4ª Sessão do 2º Congresso Nacional do Kuomintang, ficou ficou entre 7 de Fevereiro a 10 de Outubro de 1928 no poder provisóriamente. Chiang Kai-Shek assumiu a presidência logo em seguida em 10 de Outubro de 1928 após o encerramento da 5ª Sessão do 2º Congresso Nacional do Kuomintang. Kai-Shek saiu da presidência em 1931 e deixou Lin Sen como Presidente até 1943, ano de sua morte, quando retornaria.

### Primeiros-Ministros

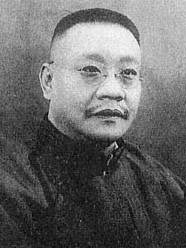
Tan Yankai (1928-1930)
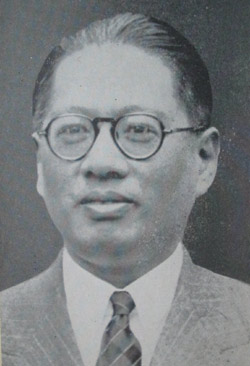
Soong Tse-ven (1930)
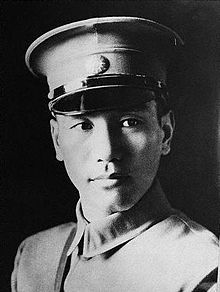
Chiang Kai-Shek (1931)
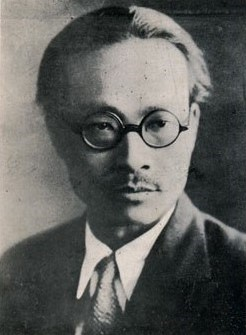
Chen Mingshu (1931 - 1932)
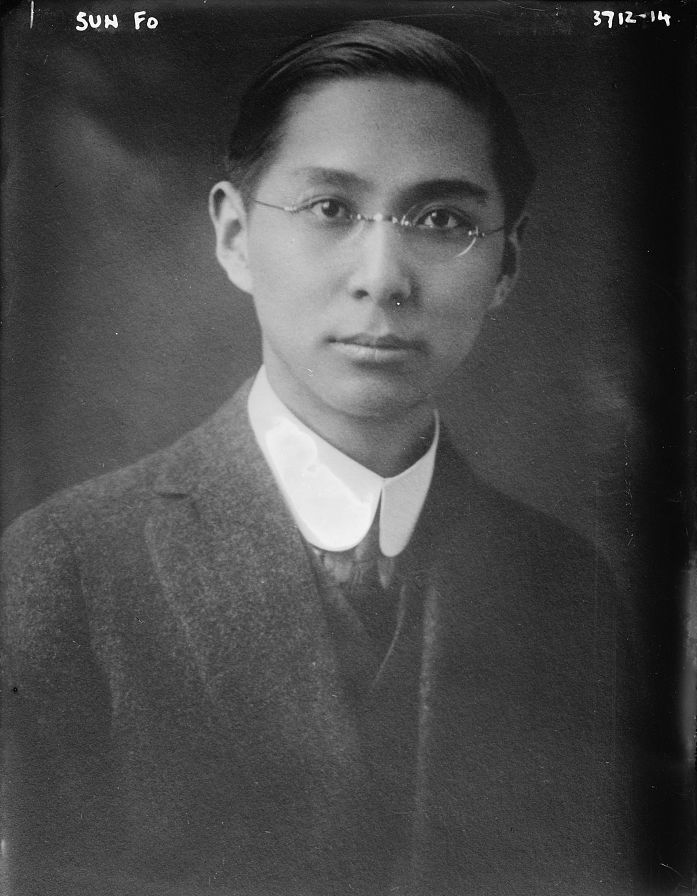
Sun Fo (1932)
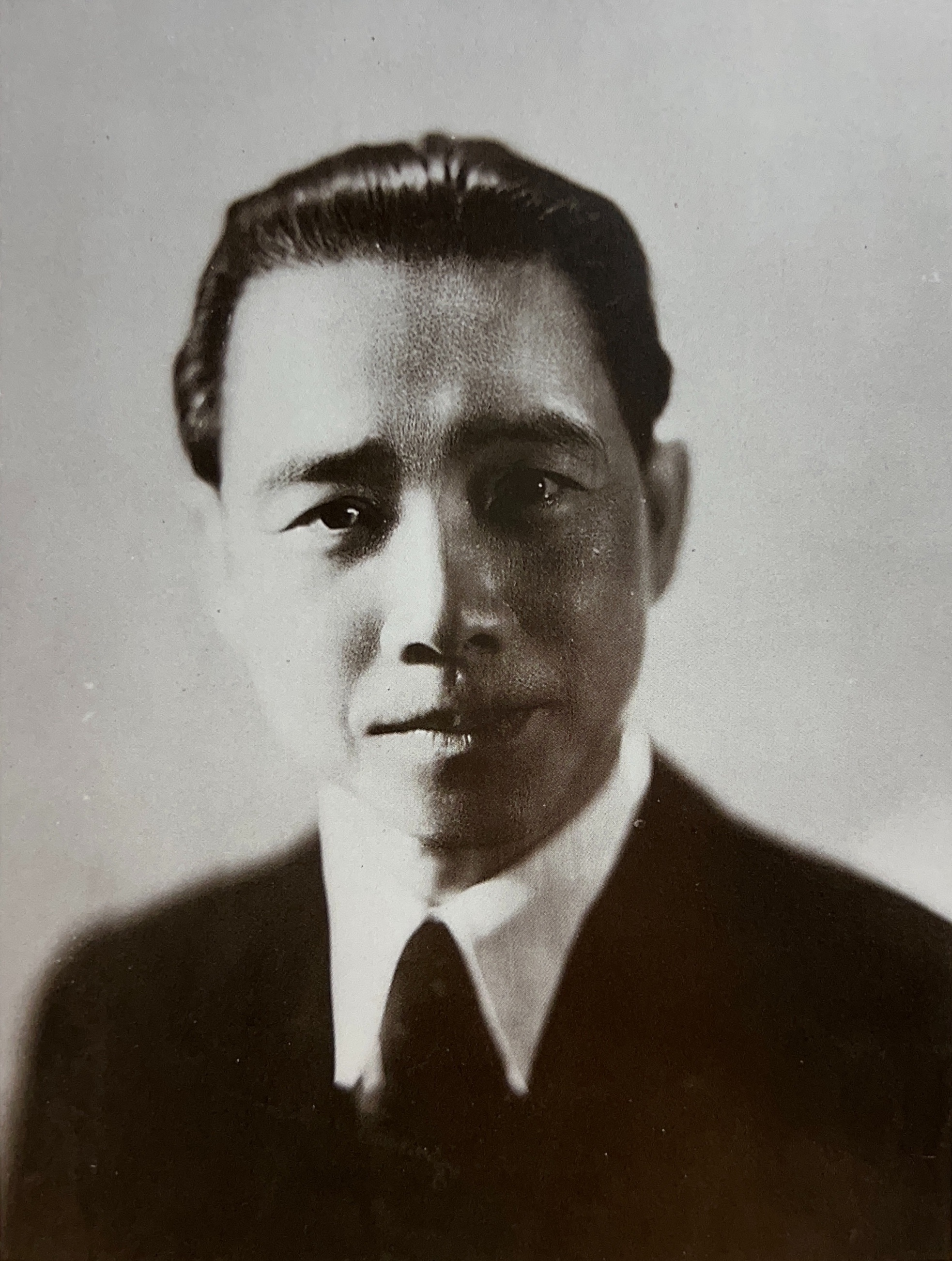
Wang Jingwei (1932-1935)
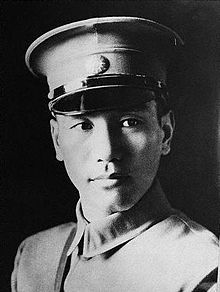
Chiang Kai-Shek (1935-1938)

Tan Yankai assumiu o cargo após brevemente servir como presidente, se tornando o primeiro-ministro do Yuan Legislativo em 25 de Outubro de 1928 e morreu (em exercício) em 22 de Setembro de 1930. Soong Tse-ven assumiu o cargo 3 dias depois a morte de Yankai em 25 de Setembro de 1930 e saiu do cargo em 4 de Dezembro do mesmo ano para dar lugar a Chiang Kai-shek, que ocupou a posição até 15 de Dezembro de 1931, quando foi forçado a renunciar o cargo durante o 4º Congresso Nacional do Kuomintang por Wang Jingwei e seus aliados.
Chen Mingshu virou o primeiro-ministro após a breve saída de Kai-Shek e ficou cerca de 1 mês no cargo até ceder-lo para Sun Fo que dirigiu o gabinete por apenas 28 dias, entregando o poder posteriormente para Wang Jingwei, que ocupou o cargo entre 1932 e 1935, sendo o primeiro-ministro com maior mandato durante o período de 1927 e 1937. Chiang Kai-shek tornou

## Economia

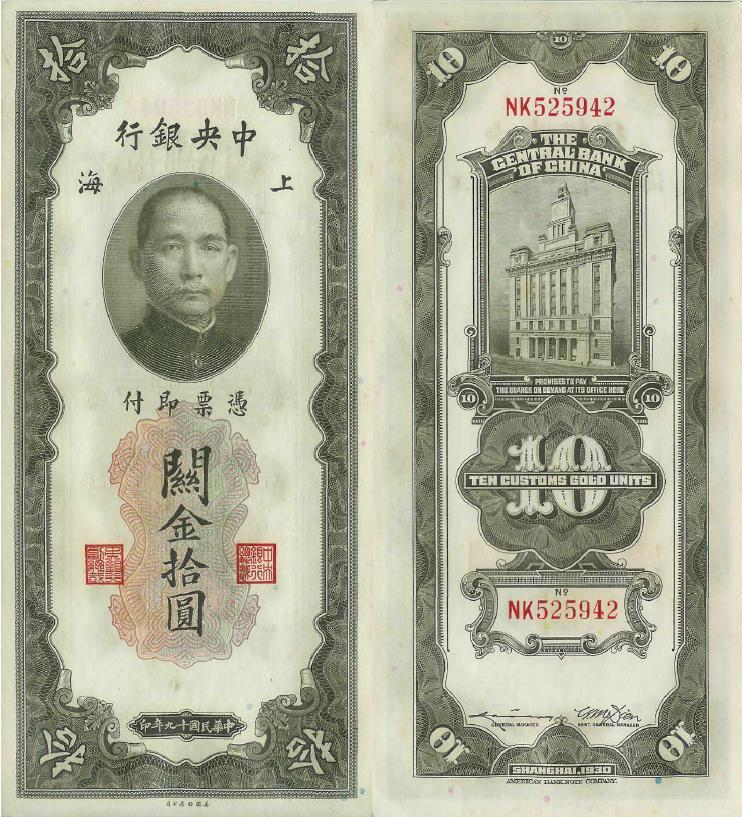
Notas com o rosto de Sun Yat-sen, fundador da República da China

Após os eventos de 4 de Maio, a população chinesa passou a se recusar a comprar e consumir produtos que não fossem chineses, o que causou uma queda drástica nas importações estrangeiras e passou a incentivar a industria nacional da China.
A Economia chinesa da década de Nanjing teve um crescimento econômico enorme comparado tanto a Revolução Xinhai, quanto a Era dos senhores da guerra e os primeiros anos da Era Mao, todavia, a partir de 1931 com a ruptura com o Partido comunista Chinês e a Invasão Japonesa da Manchúria, a economia parou de crescer e passou a cair.

### Territórios Administrados pelo Partido Comunista
Nos territórios administrados pelo Partido Comunista Chinês, durante ou após a sua aliança com o Kuomintang, o Partido procurou estabelecer uma economia forte e desenvolvida, fundando seu próprio banco, emitindo notas, redistribuindo terras além de atividades econômicas como a venda de Ópio em territórios inimigos e investimentos ou doações.

## Forças Armadas

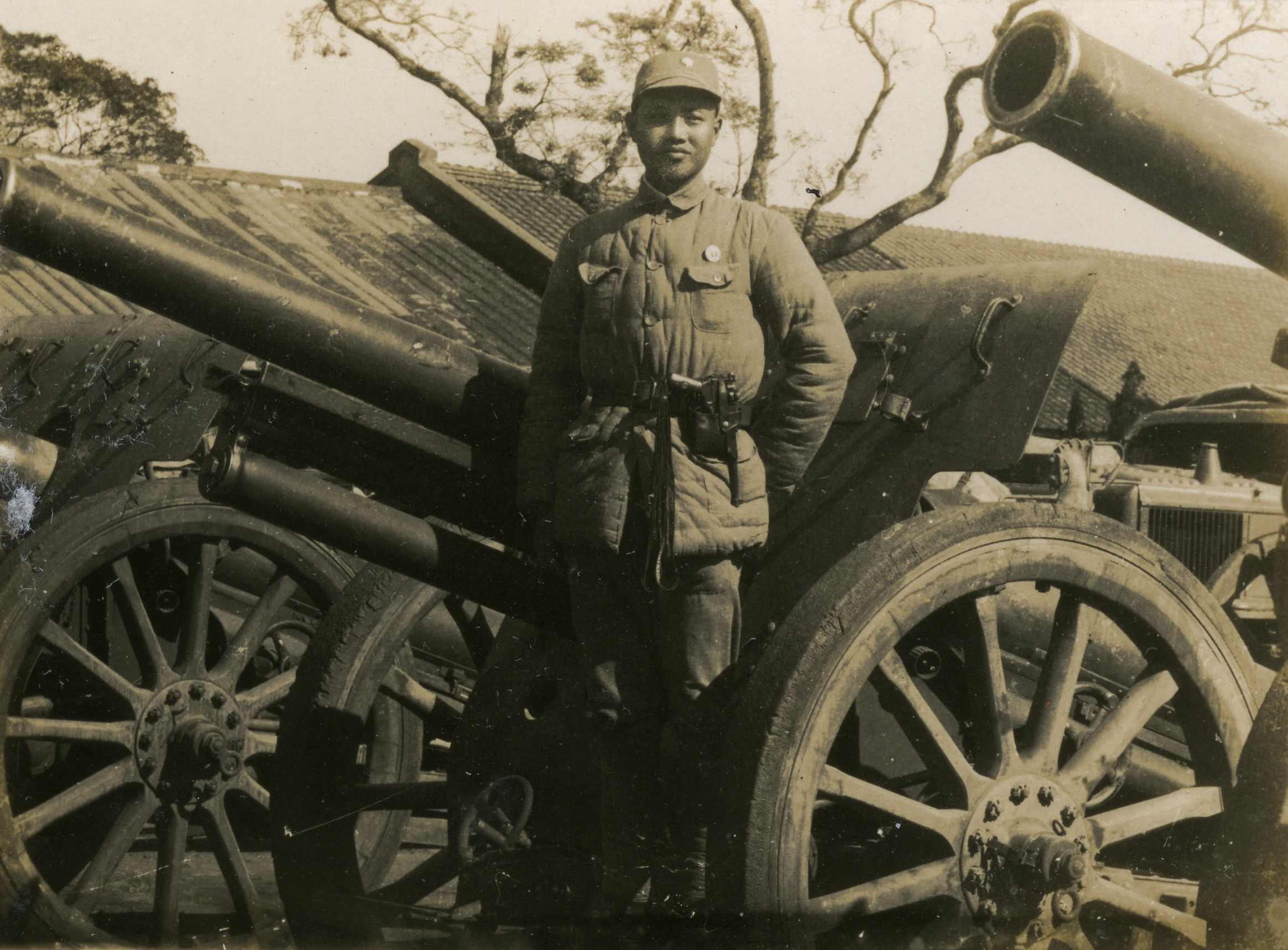
Soldado do Exército Revolucionário (KMT) em 1945

Antes e depois da Década de Nanjing, as duas principais forças, os nacionalistas e comunistas, possuiam seus próprios exércitos.

### Exército Nacionalista
O Exército Nacional Revolucionário (Chinês tradicional: 國民革命軍; Chinês simplificado: 国民革命军; pinyin: Guómín Gémìng Jūn; Wade–Giles: Kuo-min Ke-ming Chün) ou simplesmente Exército Revolucionário ou ainda, Exército Nacionalista, serviu como um braço armado do Kuomintang entre 1925 até 1947. Era o exército de fato da República da China desde sua formação até se tornar o exército regular do país.
O Exército Nacionalista carregava pelo menos 65 divisões de 11 mil a 715 mil soldados e em seu pico atingiu 1.5 milhões de soldados ativos com seus quartéis localizados em Nanquim. Com seus equipamentos sendo majoritariamente soviéticos como parte de acordos anteriores ou até 1934 de origem alemã e até apoio japonês, sendo este ultimo apenas em conflitos internos como a Guerra das Planícies Centrais.

### Exército Comunista
O Exército Vermelho dos Operários e Camponeses da China (chinês tradicional: 中國工農紅軍, chinês simplificado: 中国工农红军, pinyin: Zhōngguó Gōngnóng Hóngjūn) ou Exército Revolucionário dos Operários e Camponeses da China, rebatizado em 1936 como Exército Vermelho do Povo Chinês (chinês tradicional: 中國人民紅軍, chinês simplificado: 中国人民红军, pinyin: Zhōngguó Rénmín Hóngjūn), foi a segunda maior e relevante força da República da China e atuava por guerrilha como suporte ao Exército Nacionalista, isto até o rompimento definitivo entre as forças do KMT e do PCCh.

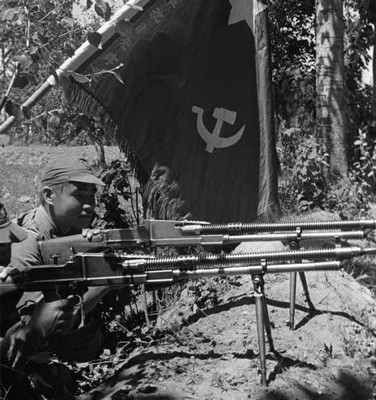
Exército Vermelho em 1936, vésperas da invasão japonesa.

O Exército Vermelho foi colocado na ilegalidade entre 1928, ano de sua criação formal, até 1940 com o Incidente de Xian. Atuando durante toda a década de Nanjing de forma clandestina, sendo apenas formalmente deixado de ser considerando, de jure, uma ameaça com o ínicio prévio da Segunda Frente Unida. 
| Precedido por Governo de Beiyang (1912–1915 1916–1927) | República da China 1927–1937 | Sucedido por Governo Provisório da República da China (1937) (1937–1940) |

## Ver Também
- Guerra Civil Chinesa
- Guerra das planícies centrais